# Karl Ansén
Karl „Kalle” Anshelm Ansén (ur. 26 lipca 1887 w Sztokholmie, zm. 20 lipca 1959 w Morgongåvie) – szwedzki piłkarz, reprezentant kraju grający na pozycji napastnika.

## Kariera klubowa
Podczas swojej kariery piłkarskiej Karl Ansén występował w AIK Fotboll. Z AIK trzykrotnie zdobył mistrzostwo Szwecji w 1911, 1914 i 1916 roku.

## Kariera reprezentacyjna
W reprezentacji Szwecji Ansén zadebiutował 12 lipca 1908 roku w wygranym 11–3 towarzyskim meczu z Norwegią. W tym samym roku był w kadrze Szwecji na Igrzyska Olimpijskie w Londynie. Na turnieju w Anglii wystąpił w obu meczach z amatorską reprezentacją Wielkiej Brytanii oraz w meczu o brązowy medal z Holandią. W 1912 roku po raz drugi uczestniczył w Igrzyskach Olimpijskich. Na turnieju w Sztokholmie wystąpił w meczu z Holandią oraz w turnieju pocieszenia z Włochami. Ostatni raz w reprezentacji wystąpił 27 czerwca 1915 roku w zremisowanym 1–1 towarzyskim spotkaniu z Norwegią. W sumie w reprezentacji wystąpił w 17 spotkaniach.